# Бишопскорт
Бишопскорт (англ. Bishopscourt; ирл. Cúirt an Easpaig) — таунленд в Ирландии, находится в графстве Килдэр (провинция Ленстер) у дороги N7.